# Јуразини
Јуразини (хрв. Jurazini, итал. Iurassini) је насељено место у општини Света Недеља, Истарска жупанија, Хрватска.

## Историја
До територијалне реорганизације у Хрватској били су у саставу старе општине Лабин.

## Становништво
У попису становништва из 2011. године, Јуразини су имали 90 становника.
| Број становника према пописима | Број становника према пописима | Број становника према пописима | Број становника према пописима | Број становника према пописима | Број становника према пописима | Број становника према пописима | Број становника према пописима | Број становника према пописима | Број становника према пописима | Број становника према пописима | Број становника према пописима | Број становника према пописима | Број становника према пописима | Број становника према пописима | Број становника према пописима |
| ------------------------------ | ------------------------------ | ------------------------------ | ------------------------------ | ------------------------------ | ------------------------------ | ------------------------------ | ------------------------------ | ------------------------------ | ------------------------------ | ------------------------------ | ------------------------------ | ------------------------------ | ------------------------------ | ------------------------------ | ------------------------------ |
| 1857                           | 1869                           | 1880                           | 1890                           | 1900                           | 1910                           | 1921                           | 1931                           | 1948                           | 1953                           | 1961                           | 1971                           | 1981                           | 1991                           | 2001                           | 2011                           |
| 0                              | 0                              | 67                             | 71                             | 65                             | 72                             | 0                              | 0                              | 171                            | 94                             | 94                             | 78                             | 75                             | 73                             | 62                             | 90                             |

Напомена: Од 1880. до 1910. исказивано под именом Кирјешић, а од 1921. до 1991. под именом Јуражини. Године 1857, 1869, 1921. и 1931. подаци су садржани у насељу Недешћина. Од 1880. до 1910. исказивано као део насеља.